# سرو واحه
سرو واحه (به اسپانیایی: Cerro Oasis) یک کوه در شیلی است. سرو آگاسیز ۳٬۱۸۰ متر بالاتر متری از سطح دریا واقع شده است.